# أوسكار براون (ملحن)
أوسكار براون (بالإنجليزية: Oscar Brown)‏ هو عازف جاز ومغني وملحن ومغن مؤلف أمريكي، ولد في 10 أكتوبر 1926 في شيكاغو في الولايات المتحدة، وتوفي بنفس المكان في 29 مايو 2005.

## وصلات خارجية
- أوسكار براون على موقع IMDb (الإنجليزية)
- أوسكار براون على موقع ميوزك برينز (الإنجليزية)
- أوسكار براون على موقع قاعدة بيانات برودواي على الإنترنت (الإنجليزية)
- أوسكار براون على موقع ديسكوغز (الإنجليزية)
- أوسكار براون على موقع قاعدة بيانات الفيلم (الإنجليزية)